# Fort St. John Airport
Fort St. John Airport (engelska: North Peace Regional Airport) är en flygplats i Kanada.   Den ligger i provinsen British Columbia, i den centrala delen av landet, 3 300 km väster om huvudstaden Ottawa. Fort St. John Airport ligger 694 meter över havet.
Terrängen runt Fort St. John Airport är kuperad österut, men västerut är den platt. Närmaste större samhälle är Fort St. John, 7,1 km väster om Fort St. John Airport. 
Trakten runt Fort St. John Airport består till största delen av jordbruksmark. Runt Fort St. John Airport är det ganska glesbefolkat, med 27 invånare per kvadratkilometer.